# 唐鎌尚之
唐鎌 尚之（からかま なおゆき、1965年11月20日 - ）は、日本のミュージシャン、ギタリスト。大阪府大阪市生まれ、奈良県香芝市（当時は奈良県北葛城郡香芝町）育ち。

## 人物
ポップロックバンド、ハリー・ジェーンのギタリストとして1990年にアルファレコードより、シングル「ぬりつぶせ」でメジャーデビューを果たす。
1994年に解散後はソロ活動を始め、数多くのアーティストのサポートギタリストやコラボレーション、楽曲提供等を経て現在に至る。
| スタブアイコン | サブスタブ | この項目は、まだ閲覧者の調べものの参照としては役立たない、音楽関係者（バンド等）に関連した書きかけの項目です。この項目を加筆・訂正などしてくださる協力者を求めています（P:音楽/PJ:芸能人）。 |